# Muricinae
Sous-famille
Les Muricinae sont une sous-famille de mollusques gastéropodes marins de la famille des Muricidae.

## Liste des genres
Selon World Register of Marine Species (10 mai 2016) :
- genre Aspella Mörch, 1877
- genre Attiliosa Emerson, 1968
- genre Bolinus Pusch, 1837
- genre  Bouchetia Houart & Héros, 2008
- genre Calotrophon Hertlein & Strong, 1951
- genre Chicomurex Arakawa, 1964
- genre Chicoreus Montfort, 1810
- genre Dermomurex Monterosato, 1890
- genre Flexopteron Shuto, 1969
- genre Haustellum Schumacher, 1817
- genre Hexaplex Perry, 1810
- genre Ingensia Houart, 2001
- genre Murex Linnaeus, 1758
- genre Naquetia Jousseaume, 1880
- genre Paziella Jousseaume, 1880
- genre Phyllocoma Tapparone Canefri, 1881
- genre Phyllonotus Swainson, 1833
- genre Poirieria Jousseaume, 1880
- genre Ponderia Houart, 1986
- genre Prototyphis Ponder, 1972
- genre Pseudoperissolax B. L. Clark, 1918 †
- genre Pterochelus Jousseaume, 1880
- genre Pterynotus Swainson, 1833
- genre Purpurellus Jousseaume, 1880
- genre Siratus Jousseaume, 1880
- genre Timbellus de Gregorio, 1885
- genre Vokesimurex Petuch, 1994

## Galerie

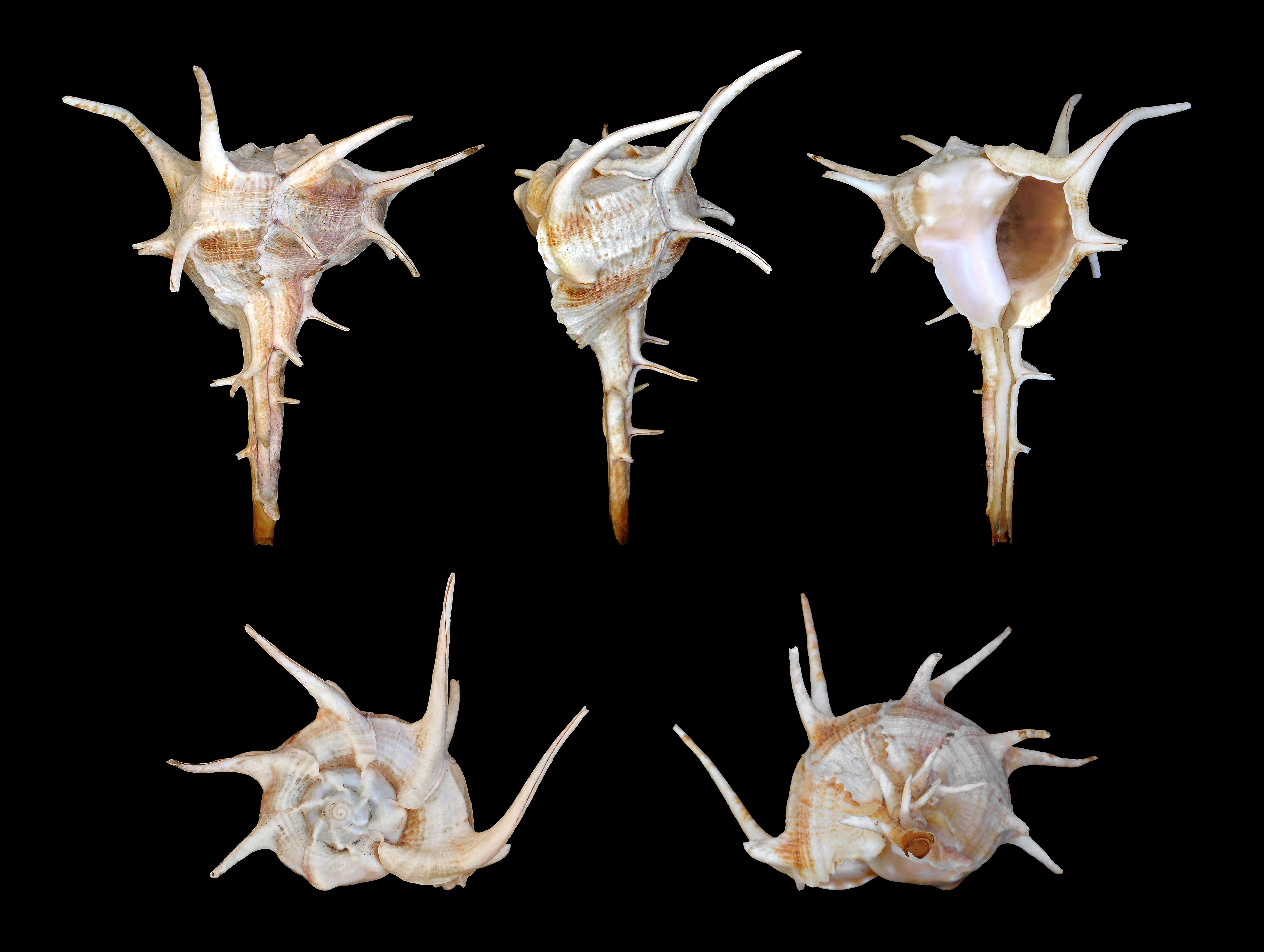
Bolinus cornutus.
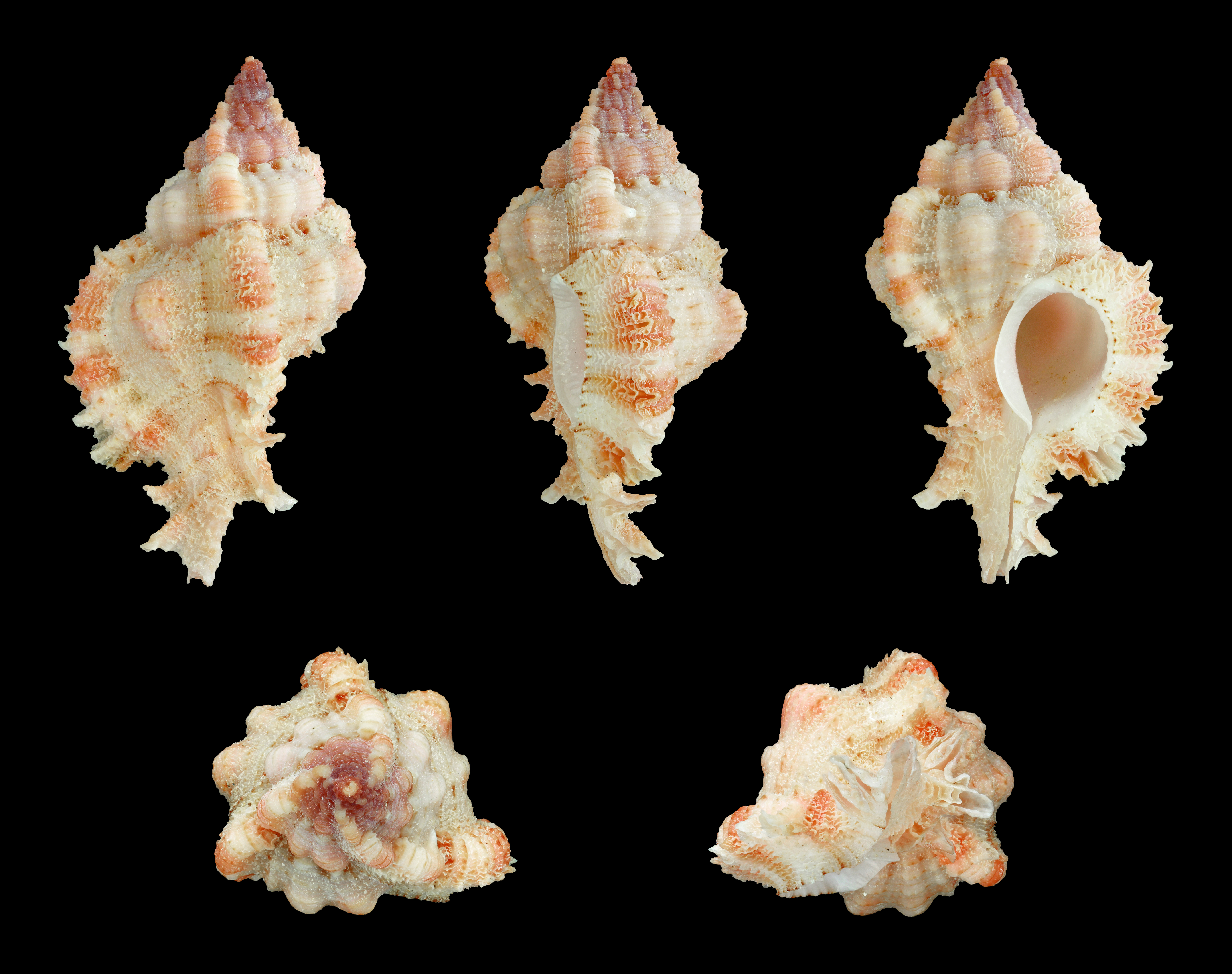
Chicomurex venustulus.
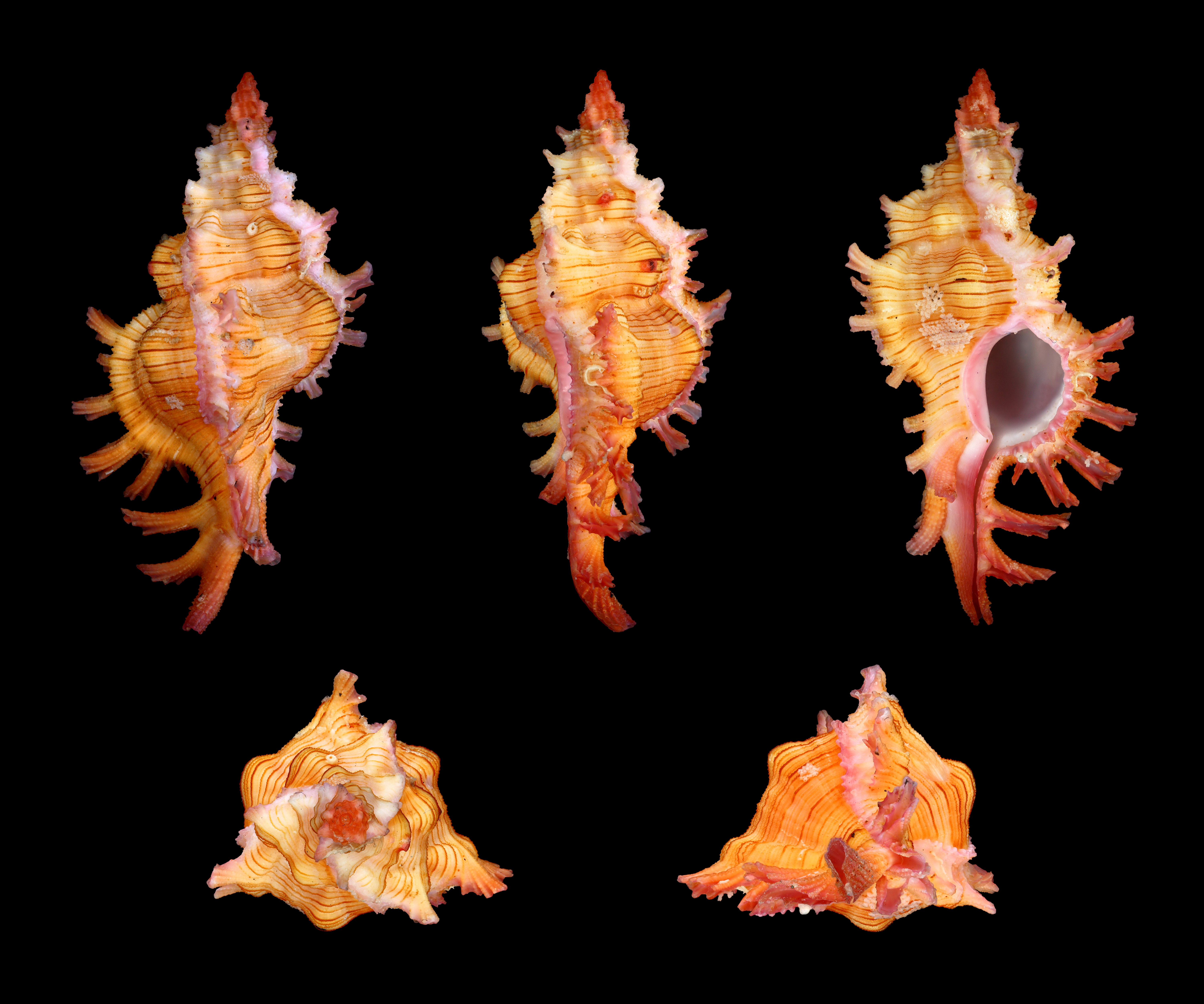
Chicoreus aculeatus.
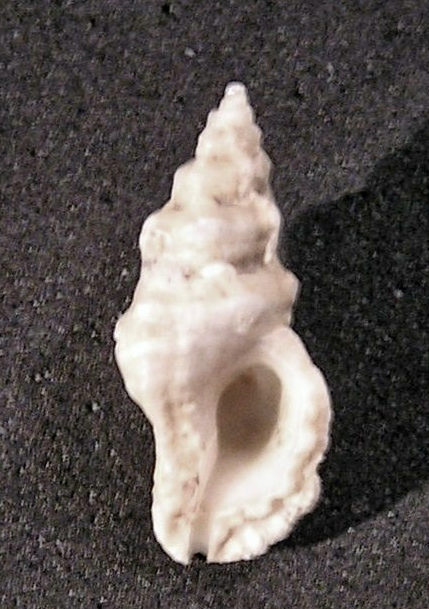
Dermomurex elizabethae.
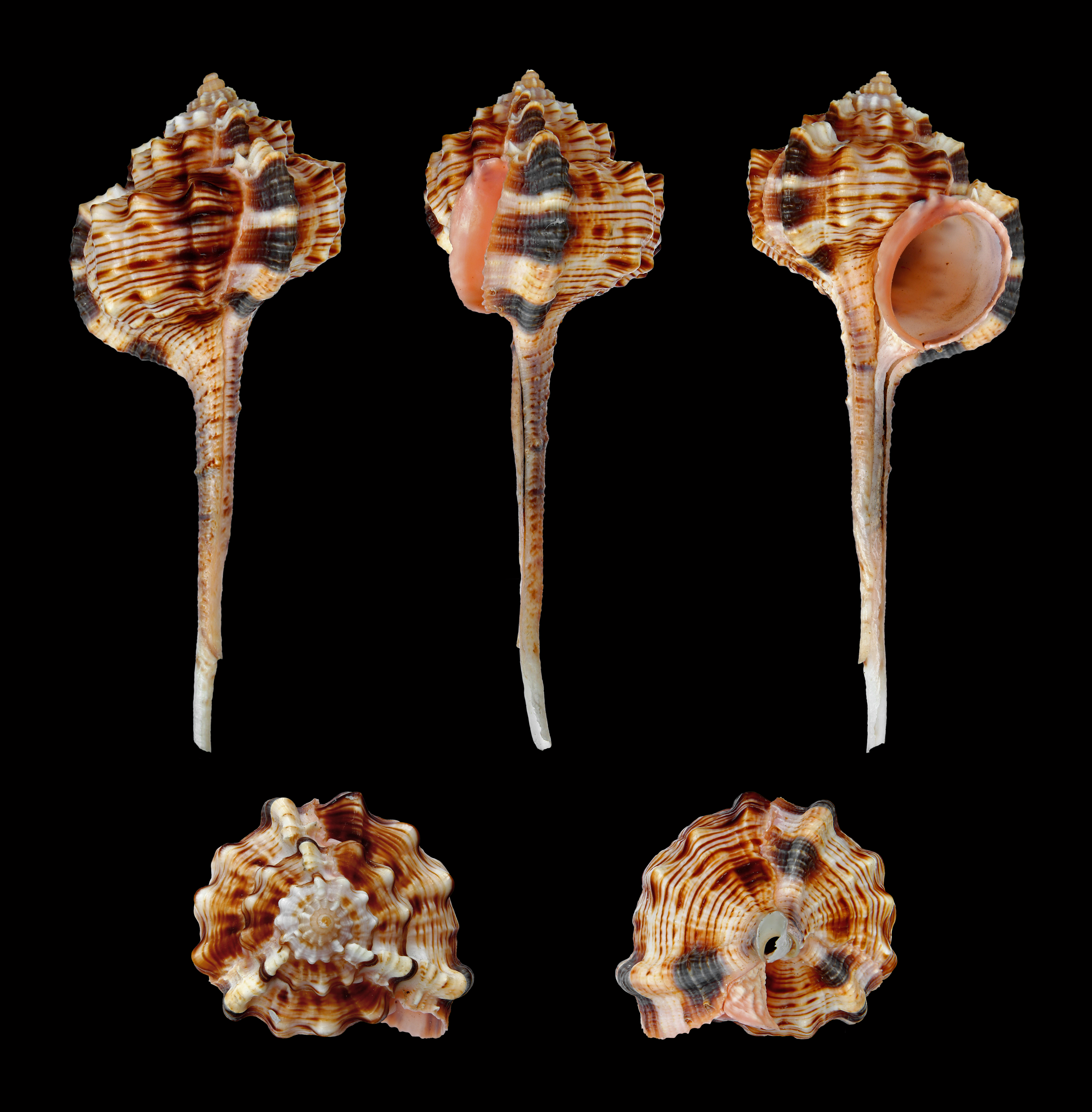
Haustellum haustellum.
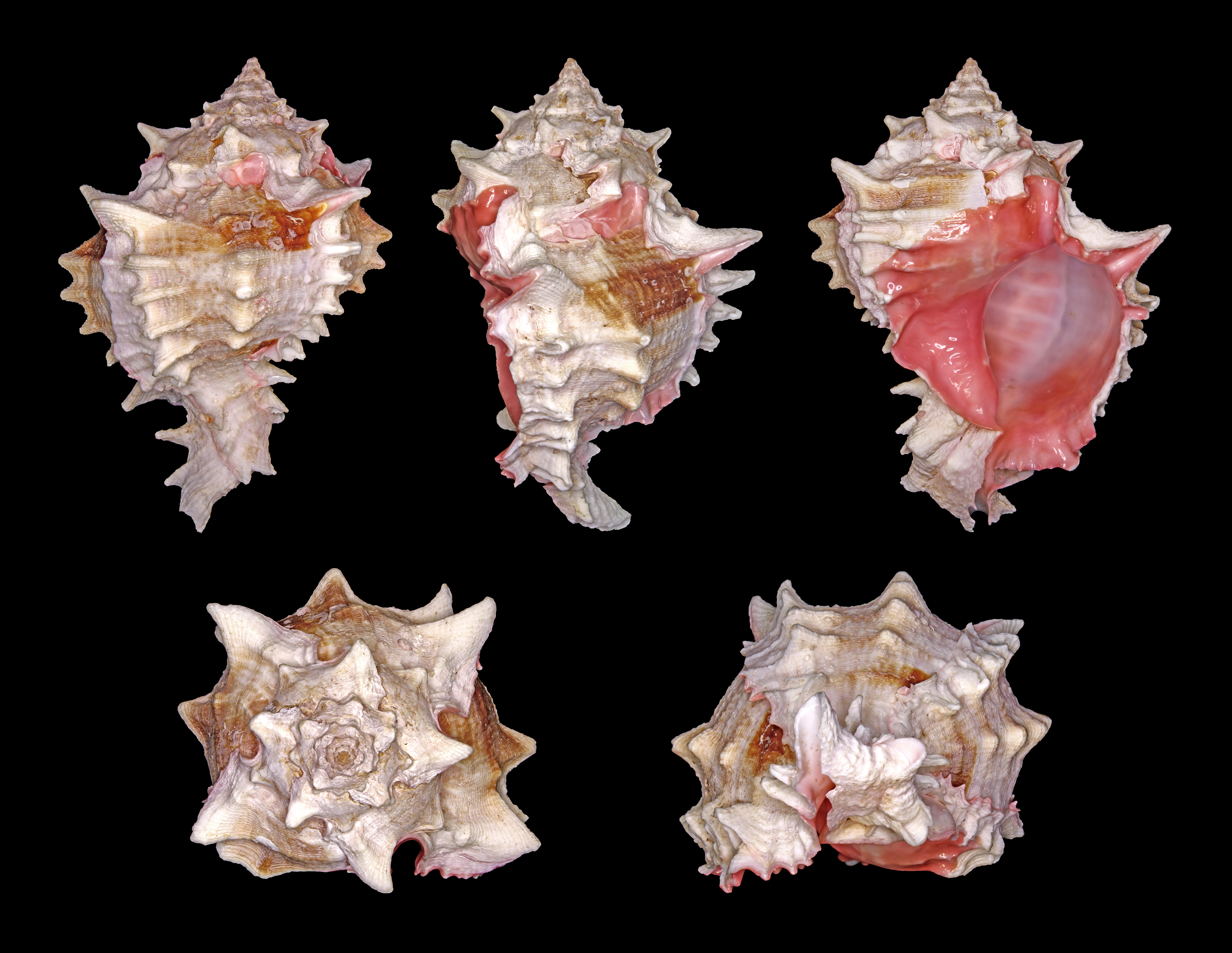
Hexaplex erythrostomus.
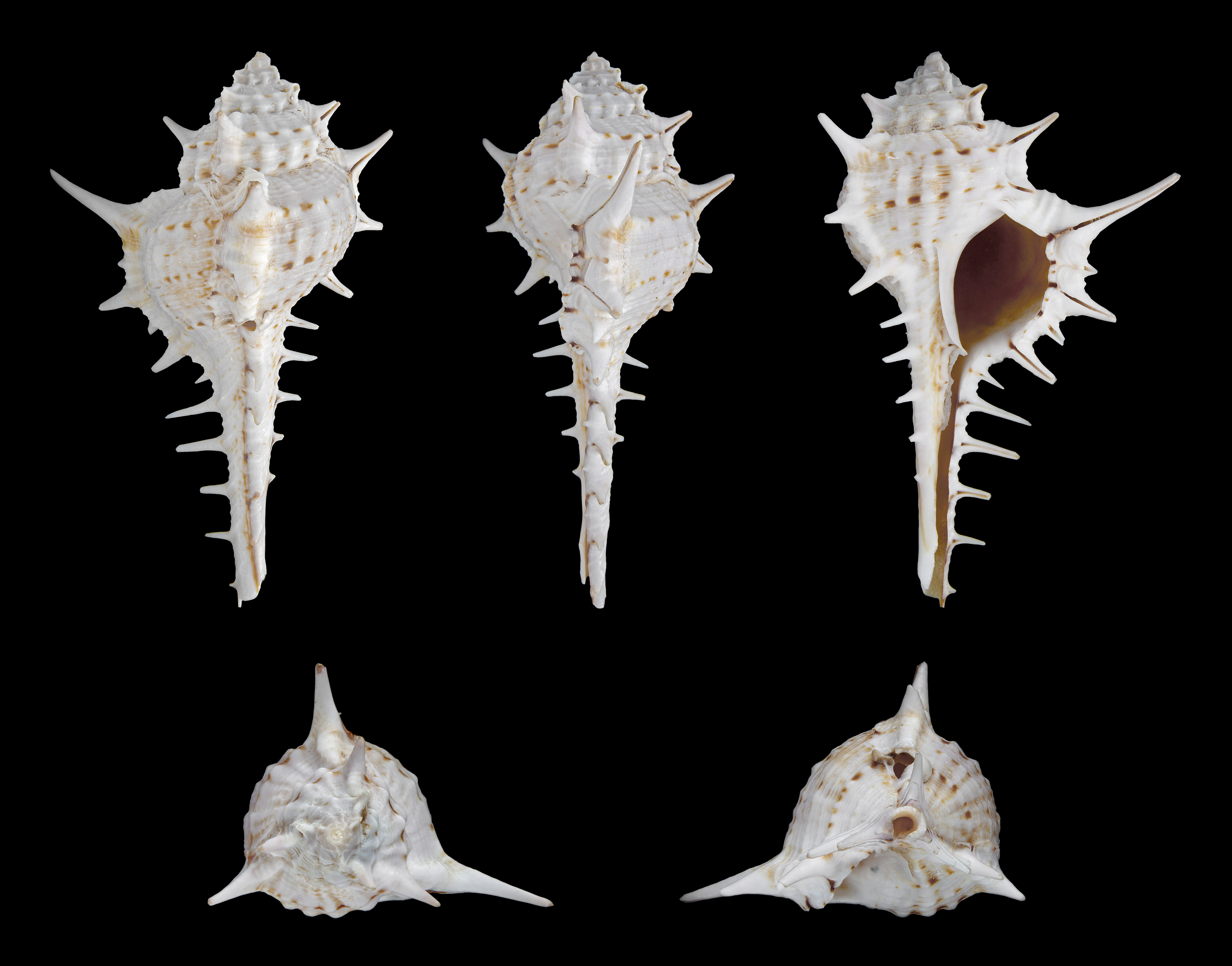
Murex carbonnieri.
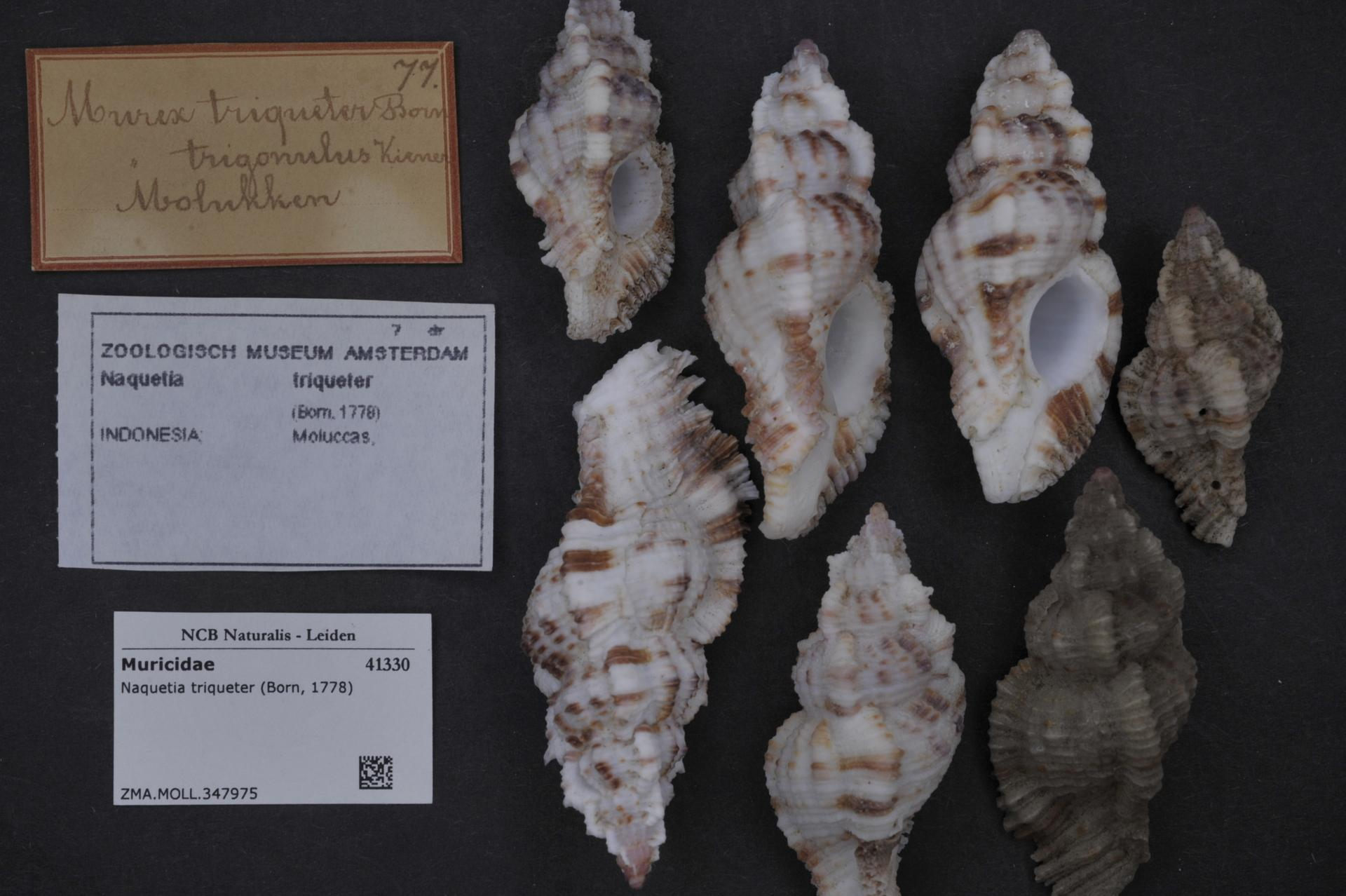
Naquetia triqueter.
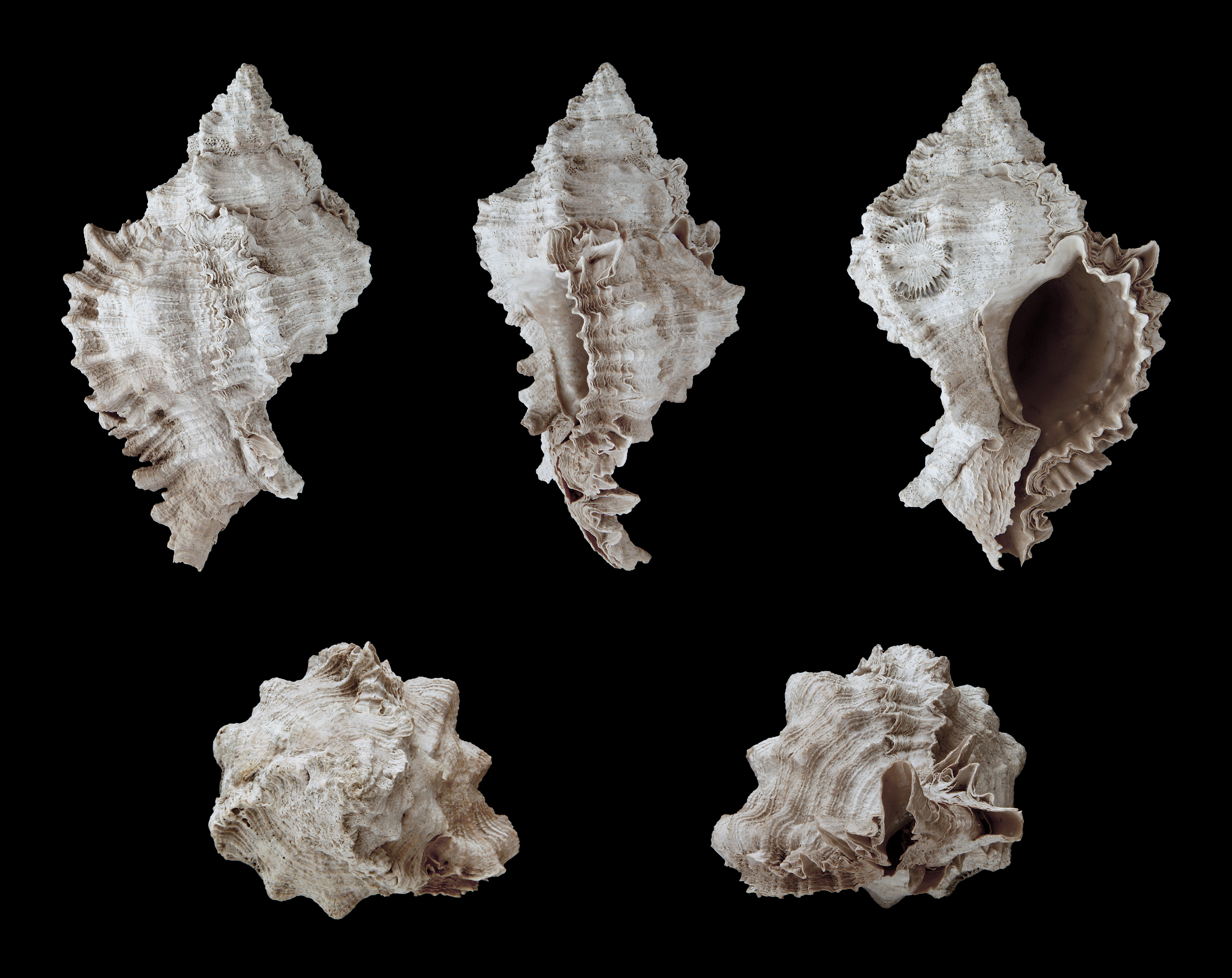
Phyllonotus evergladensis.
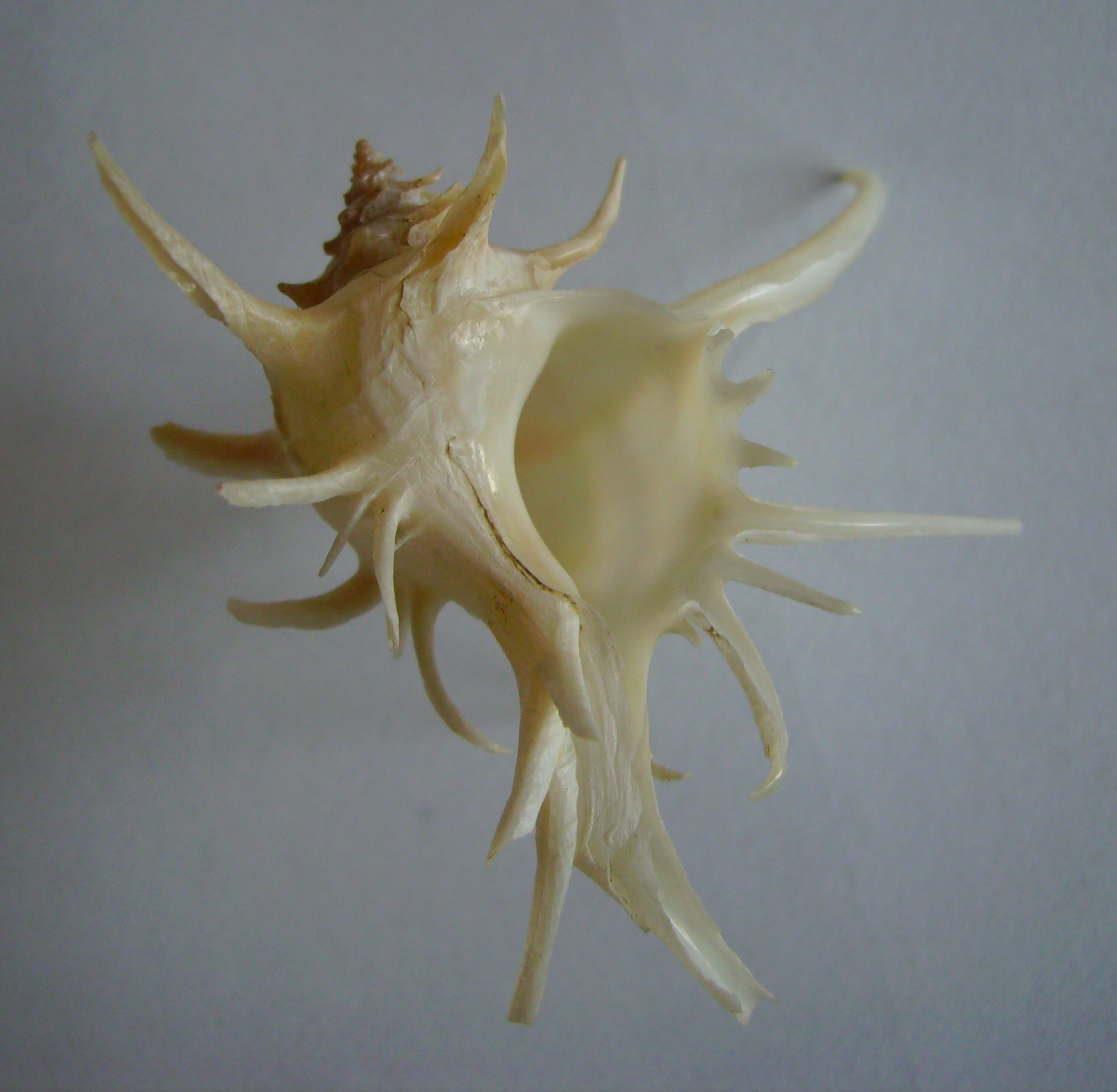
Poirieria zelandica.
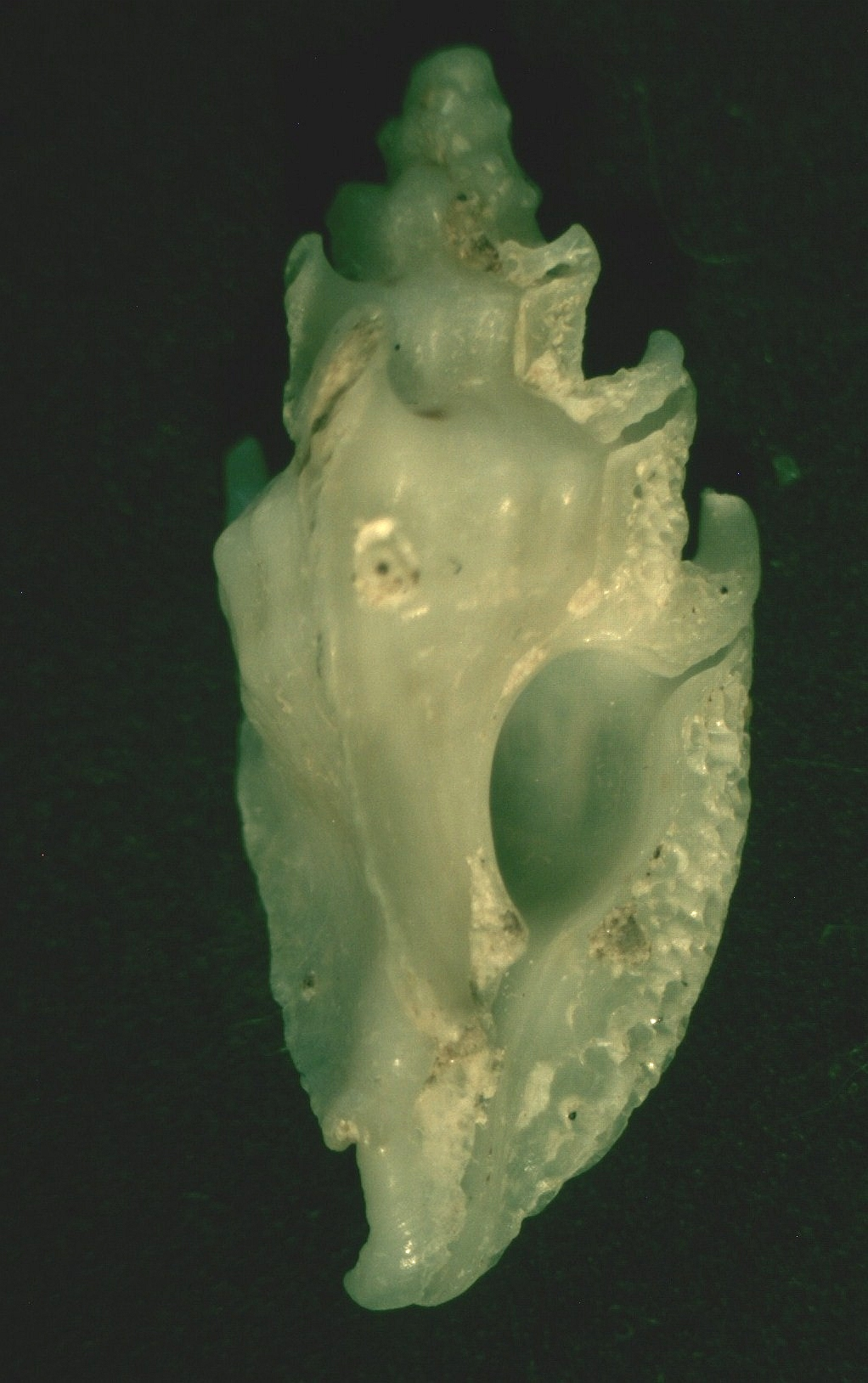
Prototyphis angasi.
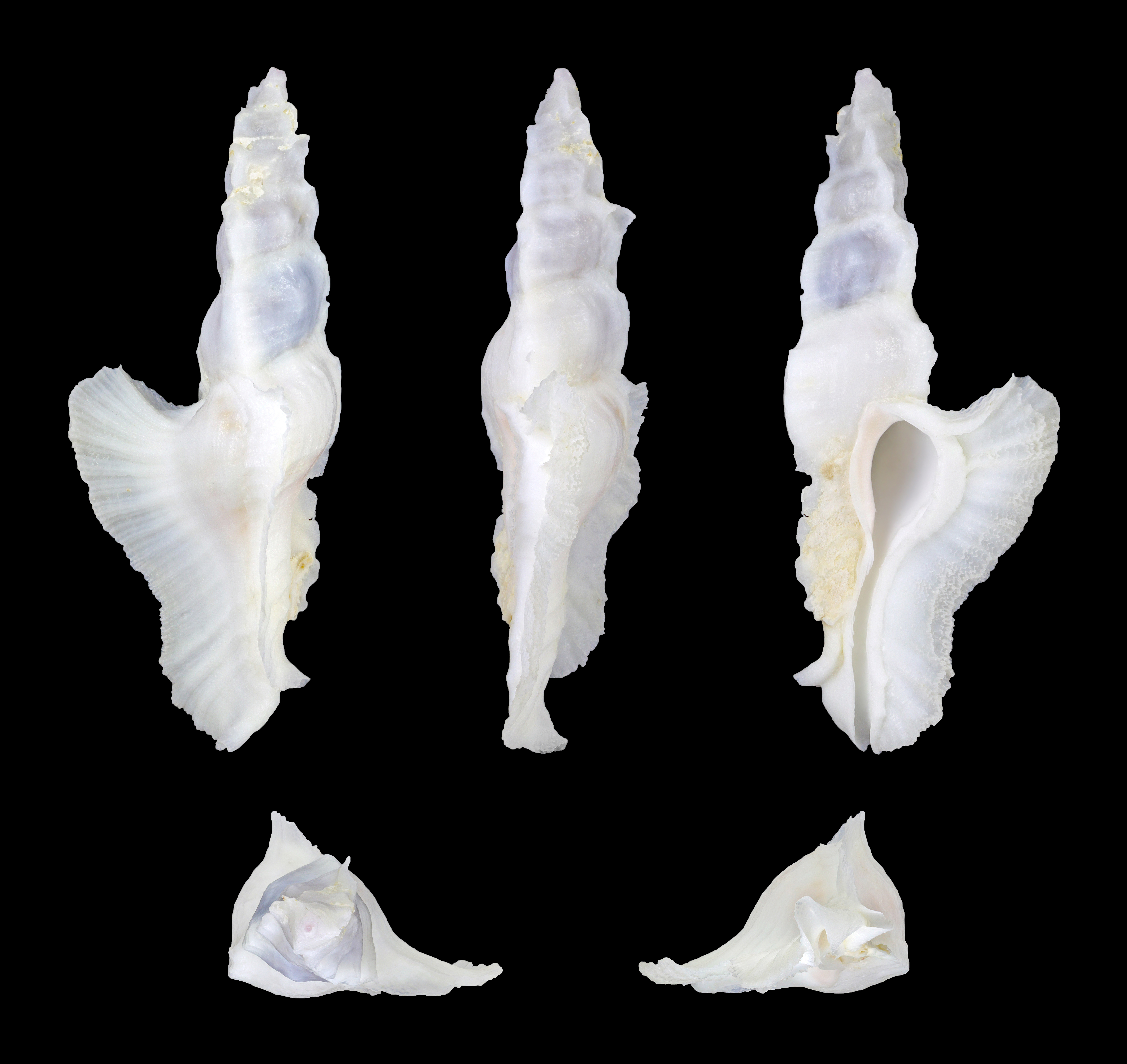
Pterynotus elongatus.
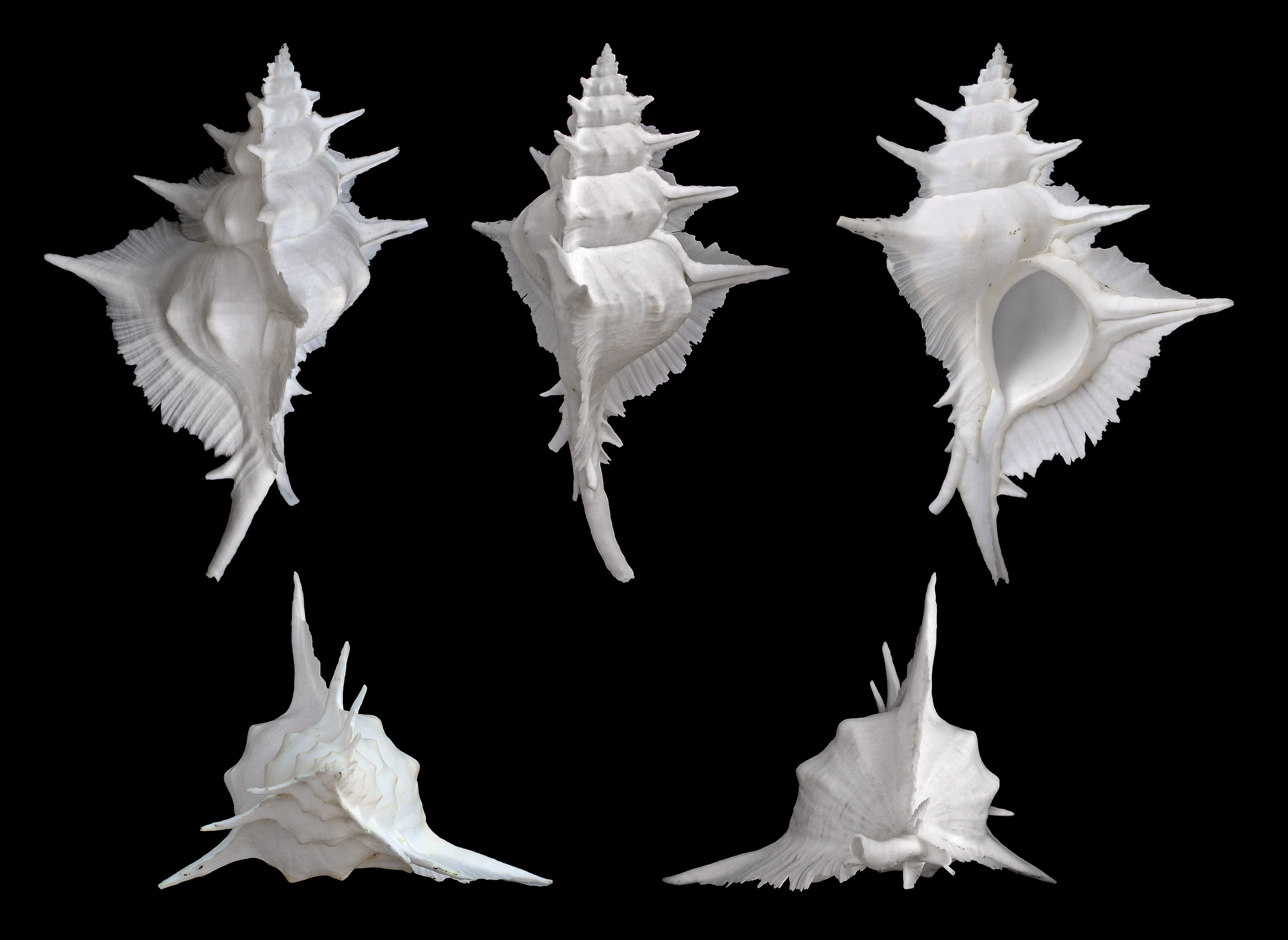
Siratus alabaster.
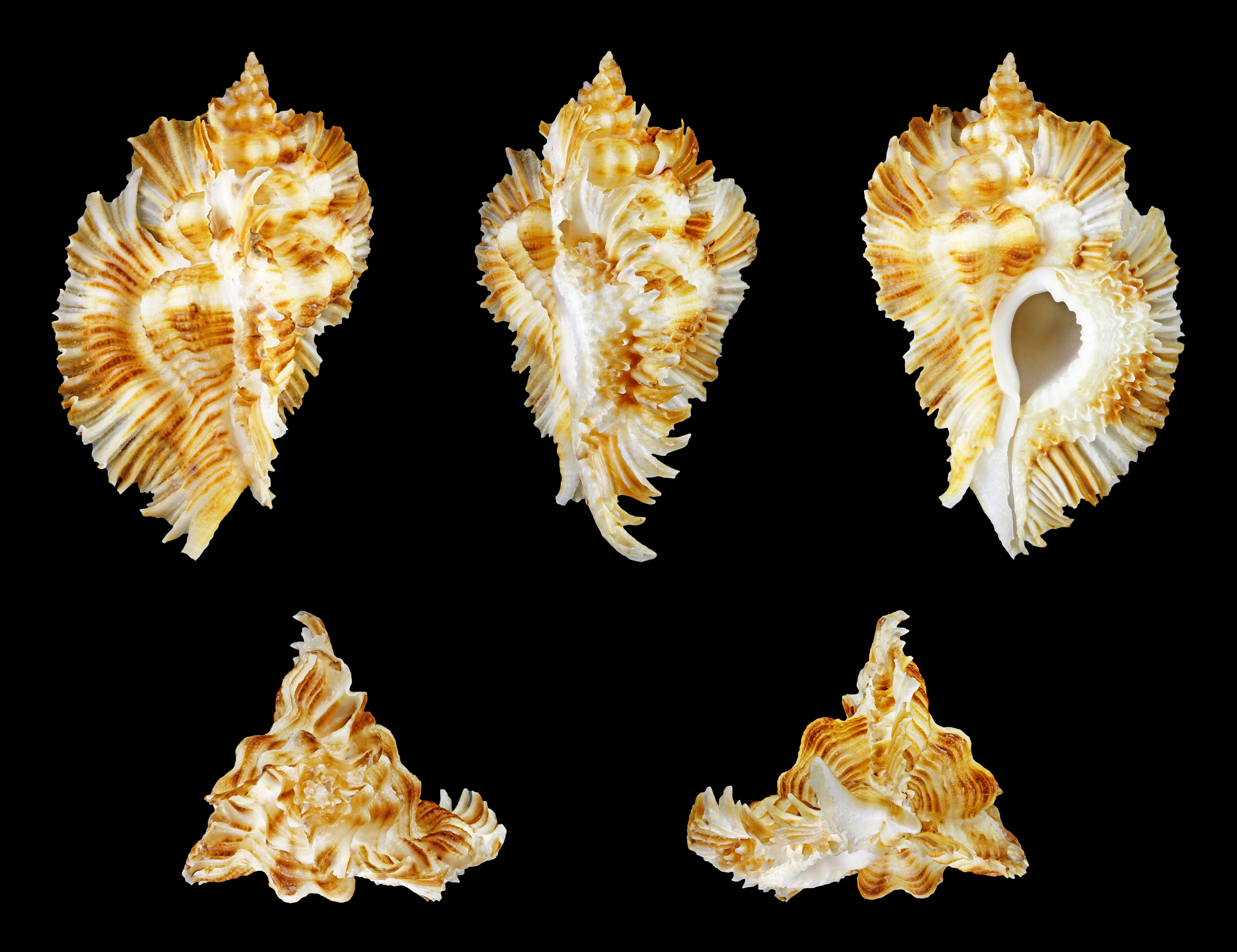
Timbellus miyokoae.
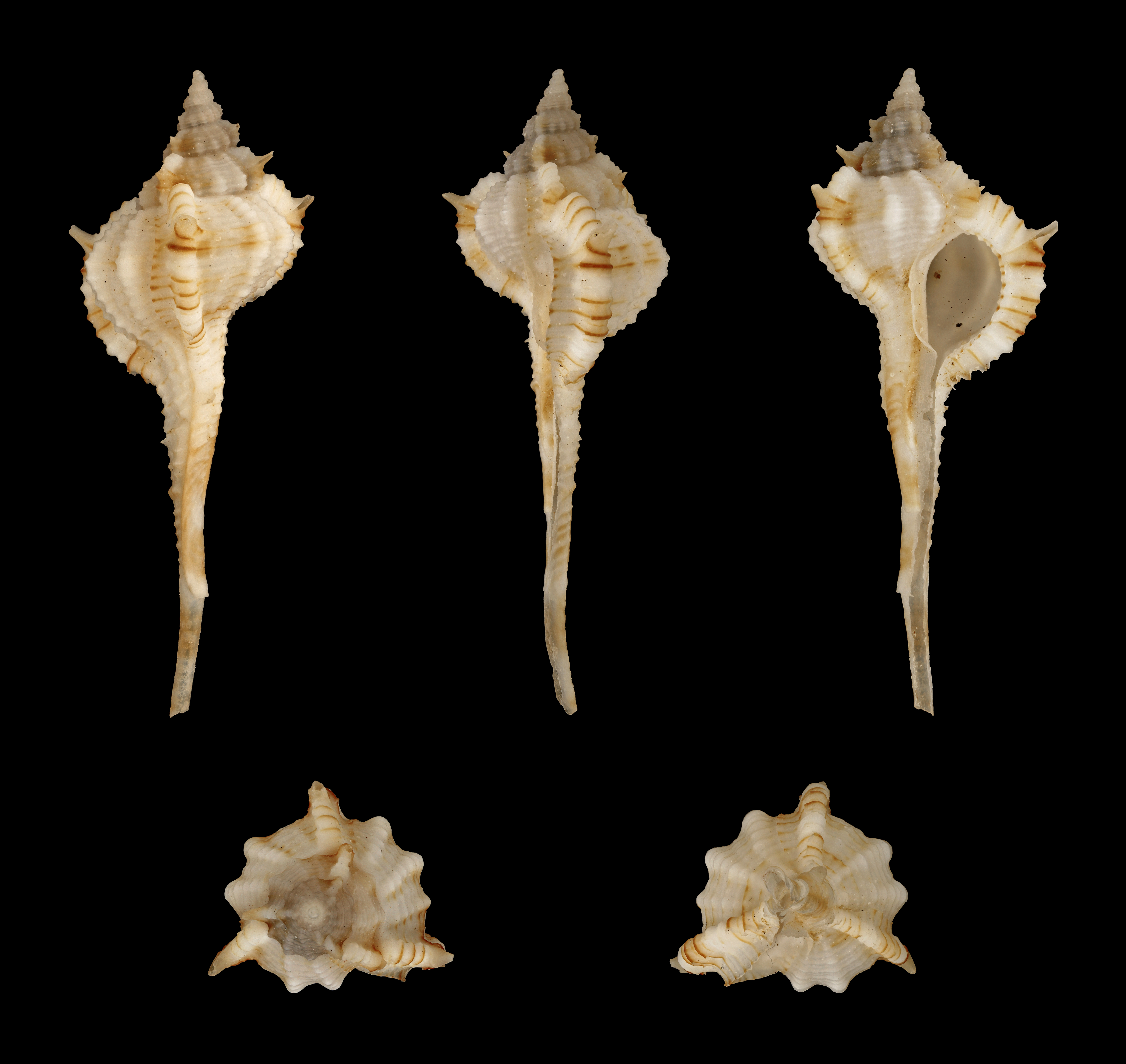
Vokesimurex gallinago gallinago.